# Xiaowei Zhuang
Xiaowei Zhuang (chino simplificado 庄小威; chino tradicional: 莊小威; pinyin: Zhuāng Xiǎowēi;  nacido en enero de 1972) es un biofísico chino-estadounidense que es el David B. Arnold Jr. Profesor de Ciencias, Profesor de Química y Biología Química y Profesor de Física en la Universidad de Harvard,e Investigador en el Instituto Médico Howard Hughes. Es conocida por su trabajo en el desarrollo de la microscopía de reconstrucción óptica estocástica (STORM),un método de microscopía de fluorescencia de superresolución, y los descubrimientos de nuevas estructuras celulares utilizando STORM. Recibió un Premio Breakthrough 2019 en Ciencias de la Vida por desarrollar técnicas de imagen de superresolución que superan los límites de difracción de los microscopios de luz tradicionales, lo que permite a los científicos visualizar pequeñas estructuras dentro de las células vivas. Fue elegida miembro de la Sociedad Filosófica Americana en 2019 y recibió un Premio de Ciencias Biomédicas de la Fundación Vilcek en 2020.